# جيمس هان (كاتب)
جيمس هان (1799-1856) هو عالم رياضيات إنجليزي ومعلم وكاتب للكتب المدرسية.

## حياته
ولد هان في ولاية تدعى واشنطن مقاطعة (دورهام) حيث كان والده يعمل في منجم للفحم.وهو عمل كرجل إطفاء في محطة ضخ في مدينة هيبورن وأمضى عدة سنوات على إحدى البواخر المستخدمة في نهر تاين لسحب السفن بالإضافة إلى انه درس الرياضيات ولا سيما أعمال ويليام إيمرسون معلم المتغيرات.
عمل كمدرس وحافظ على مدرسة في (فرايري جويز) بالقرب من مدينة نيوكاسل. أدى تعرف هان على ويلسي اس بي وولهاوس (عالم الرياضيات) إلى حصول هان على وظيفة محاسب في مكتب التقويم البحري وبعد مضي سنوات قليلة تم تعينه استاذًا للكتابة، ثم بعد ذلك في فترة قصيرة حصل على الماجستير في الرياضيات في مدرسة تسمى كينجز كولديج بلندن وبقي في هذا المنصب حتى وفاته وكان هنري فوسيت من بين (تلاميذه).
اُنتخب هان عضوا في معهد المهندسيين المدنيين عام 1843 إضافة إلى انه عضوا فخريا في الجمعية الفلسفية لنيوكاسيل اون تاين حيث توفي في مستشفى كينجز كولديج 17 أغسطس 1856 عن عمر يناهز 57 عامًا.

## أعماله
كتب هان في الرياضيات التطبيقية:
- الرياضيات للرجال العمليين نشر عام 1833 مع إسحاق دودز من جيستيهيد حيث كان صديق ومالك لإحدى البواخر التي عمل هان عليها.

- نظرية الجسور عام 1843 مع ويليام هوسكينج.[3]

- رسالة في المحرك البخاري مع القواعد العملية عام 1847 لجون ويل.[3]

- مبادئ وممارسات آلات محركات القاطرات عام 1850 لشركة ويل.[3]

وفي عام 1841 مع أولينثوس غريغوري وضع هان ونشر جداول لاستخدام الرجال البحريين كما ساهم بأوراق في اليوميات ودوريات رياضية أخرى.
نشر هان في الميكانيكيا والرياضيات البحتية وأعمال في هذه المجالات لسلسة ويلز رودينمينتري.
الهندسة التحليلية حيث تم إعادة صياغتها لاحقا بواسطة (جون رادفورد وينغ)
رسالة في علم المثلثات الطائرة، علم المثلثات الكروية وأمثلة على حساب التكامل وحساب التفاضل.

## عائلته
تزوج هان عندما كان شابًا ورزق بعدة أطفال.